# ヤアアン・グルーバー
ヤアアン・グルーバー (デンマーク語: Jørgen Gluver、1960年6月15日 - )は、デンマークのハンドボール選手。
HIKハンドボルでプレーした。1984年のオリンピックに参加し、全6試合に出場し、9得点を決めチームは4位となった。